# Инстилляция
Инстилляция (лат. instillatio — вливание по каплям) — капельное введение растворов лекарственных препаратов.

## Урология
В урологии инстилляцией называется введение растворов препаратов в мочевой пузырь или уретру. Ранее это делалось при помощи инстилляторов — особых устройств, похожих на шприц без иглы. Эта методика была разработана французским урологом Феликсом Гюйоном (1831—1920). В честь него устройство для инстилляции именуется инстиллятором Гюйона.
Цель инстилляции — восстановление поврежденной слизистой оболочки мочевого пузыря, а при опухолях мочевого пузыря — уничтожение злокачественных клеток.
При длительно текущих (особенно язвенных) циститах для инстилляции используется растворы нитрата серебра, фурацилина, диоксидина, вводят гидрокортизон в растворе новокаина, применяют линимент дибунола. С целью ускорения эпителизации — облепиховое масло или масло шиповника.

## Внутрипузырная[4]инстилляция
Внутрипузырная инстилляция считается эффективным методом лечения в составе комбинированной терапии.
Используятся препараты: гепарин, диметилсульфоксид (ДМСО), диоксидин. При раке мочевого пузыря используют противоопухолевые препараты, вакцина БЦЖ.

## Ветеринария
В ветеринарной практике также применяют инстилляцию:
- для введения в конъюнктивальный мешок при болезнях глаз,
- при патологических процессах в органах мочевыделения — в мочеиспускательный канал,
- для лечения инфицированных ран, длительно не заживающих язв, пролежней, ожогов.

Растворы лекарственных веществ вводят каплями с помощью специального инструмента (инстиллятора), глазной пипетки или сосуда типа аппарата Боброва с резиновой трубкой малого диаметра и зажимом для регуляции.

## Примеры
Примеры инстилляции
1. Инстилляция мочевого пузыря — капельное введение в мочеиспускательный канал или в мочевой пузырь растворов лекарственных препаратов. Проводят при воспалительных заболеваниях мочеиспускательного канала, семенного бугорка и мочевого пузыря.
2. Инстилляция уретры.
3. Инстилляция глазных капель